# Bombylius susianae
Bombylius susianae är en tvåvingeart som beskrevs av Abbassian-lintzen 1965. Bombylius susianae ingår i släktet Bombylius och familjen svävflugor.
Artens utbredningsområde är Iran. Inga underarter finns listade i Catalogue of Life.